# Discografia de Alice in Chains
Esta é a discografia do Alice in Chains, uma banda de rock de Seattle, Washington. A banda lançou seis álbuns de estúdio, três extended plays (EP), três álbuns ao vivo, quatro compilações, 43 videoclipes e 32 singles, vendendo mais de 30 milhões de cópias até os dias de hoje. Esta lista não inclui material tocado por membros ou ex-membros do Alice in Chains que tenha sido gravado com Alice n' Chains, Class of '99, Sun Red Sun, Comes With the Fall, Mad Season, Ozzy Osbourne ou Slash's Snakepit.
Alice in Chains foi formado em 1987 pelo guitarrista Jerry Cantrell e o baterista Sean Kinney, que então recrutaram o baixista Mike Starr e o vocalista Layne Staley.. A banda assinou com a Columbia Records em 1989, e lançou seu primeiro EP, We Die Young, em julho de 1990. Mais tarde naquele ano, o grupo lançou seu primeiro álbum de estúdio, Facelift. O single "Man in the Box", que alcançou o número 18 na parada Modern Rock Tracks, ajudou Facelift a alcançar status de dupla platina. A banda saiu em turnê em suporte ao álbum por dois anos antes de lançar o EP semi-acústico Sap no começo de 1992.
Em setembro de 1992, Alice in Chains lançou Dirt. O álbum, que foi aclamado pela crítica e também se tornou o mais bem sucedido da banda, estreou na sexta posição na Billboard 200, e foi certificado quádrupla platina. A banda não ficou muito tempo em turnê para Dirt, devido ao vício em drogas de Staley. Enquanto em turnê, Starr deixou a banda devido a razões pessoais e foi substituído por Mike Inez.
Em 1994 foi lançado o segundo EP semi-acústico do Alice in Chains, Jar of Flies, que estreou na primeira posição, se tornando o primeiro lançamento do Alice in Chains — e o primeiro EP na história — a fazer este feito. Em 1995, a banda lançou um álbum homônimo, que começou no topo das paradas, e desde então recebeu certificado de dupla platina. Alice in Chains entrou em hiato em 1996 após não sairem em turnê desde o lançamento de Dirt.
De 1996 a 2002, o grupo foi na maior parte inativo, lançando dois álbuns ao vivo, incluindo o bem sucedido Unplugged, e três compilações. Em 20 de abril de 2002, Staley foi encontrado morto em seu apartamento após ter uma overdose de heroína e cocaína, levando ao término do Alice in Chains. Em 2005, a banda reuniu-se com o novo vocalista William DuVall. Em 25 de abril de 2009, foi anunciado que o Alice in Chains havia assinado com a Virgin/EMI, fazendo desta a primeira mudança de gravadora da banda em sua carreira de mais de 20 anos.
Black Gives Way to Blue, o primeiro álbum com DuVall, foi lançado em 29 de setembro de 2009. O álbum The Devil Put Dinosaurs Here foi lançado em 28 de maio de 2013. O sexto álbum de estúdio da banda (e o terceiro com DuVall como vocalista), Rainier Fog, foi lançado em 24 de agosto de 2018.

## Álbuns de estúdio
| 1990                                                 | Facelift - Lançado: 21 de agosto de 1990 - Selo: Columbia (#46075) - Formato: CD, Cassete, LP            | 42 | 24 | 53 | 64 | 38 | —  | —  | —  | —  | —  | RIAA: 2× Platina                                    |
| 1992                                                 | Dirt - Lançado: 29 de setembro de 1992 - Selo: Columbia (#52475) - Formato: CD, Cassete, LP              | 6  | 42 | 25 | 37 | 13 | 17 | 11 | —  | 15 | —  | RIAA: 4× Platina Music Canada: 2× Platina BPI: Ouro |
| 1995                                                 | Alice in Chains - Lançado: 7 de novembro de 1995 - Selo: Columbia (#47248) - Formato: CD, cassete, LP    | 1  | 37 | 5  | 93 | 5  | 75 | 11 | 13 | 11 | 28 | RIAA: 2× Platina Music Canada: Platina              |
| 2009                                                 | Black Gives Way to Blue - Lançado: 29 de setembro de 2009 - Selo: Virgin/EMI - Formato: CD, LP, Digital  | 5  | 19 | 4  | 21 | 12 | 34 | 20 | 11 | 9  | 7  | RIAA: Ouro Music Canada: Ouro                       |
| 2013                                                 | The Devil Put Dinosaurs Here - Lançado: 28 de maio de 2013 - Selo: Virgin/EMI - Formato: CD, LP, Digital | 2  | 22 | 2  | 23 | 10 | 52 | 35 | 6  | 6  | 12 | RIAA: + 200,000                                     |
| 2018                                                 | Rainier Fog - Lançado: 24 de agosto de 2018 - Selo: BMG - Formato: CD, LP, Digital                       |    |    |    |    |    |    |    |    |    |    |                                                     |
| "—" denota lançamentos que não entraram nas paradas. | |    |    |    |    |    |    |    |    |    |    |                                                     |

## EPs
| 1990                                                 | We Die Young - Lançado: Julho de 1990 - Selo: Columbia - Formato: CD, cassete, LP                   | — | —  | —  | —  | — | — |                                                     |
| 1992                                                 | Sap - Lançado: 21 de março de 1992 - Selo: Columbia (#67059) - Formato: CD, cassette, LP            | — | —  | —  | —  | — | — | RIAA: Ouro                                          |
| 1994                                                 | Jar of Flies - Lançado: 25 de janeiro de 1994 - Selo: Columbia (#57628) - Formato: CD, cassette, LP | 1 | 31 | 22 | 17 | 7 | 1 | RIAA: 3× Platina Music Canada: 3× Platina BPI: Ouro |
| "—" denota lançamentos que não entraram nas paradas. | |   |    |    |    |   |   |                                                     |

## Álbuns ao vivo
| 1996                                                 | Unplugged - Lançado: 30 de julho de 1996 - Selo: Columbia (#67703) - Formato: CD, cassete           | 3   | 20 | 33 | 7 | 13 | 9 | 8 | 41 | 23 | RIAA: Platina Music Canada: Platina |
| 2000                                                 | Live - Lançado: 5 de dezembro de 2000 - Selo: Columbia (#85274) - Formato: CD                       | 142 | —  | —  | — | —  | — | — | —  | —  | RIAA: Ouro                          |
| 2016                                                 | Live Facelift - Lançado: 25 de novembro de 2016 - Selo: Sony Legacy (#88985374931) - Formato: Vinil | —   | —  | —  | — | —  | — | — | —  | —  |                                     |
| "—" denota lançamentos que não entraram nas paradas. | |     |    |    |   |    |   |   |    |    |                                     |

## Compilações
| 1994                                                 | Jar of Flies/Sap - Lançado: 1994 - Selo: Columbia (#4757132) - Formato: 2 CDs                             | —   | 4 | —  |         |
| 1999                                                 | Nothing Safe: Best of the Box - Lançado: 29 de junho de 1999 - Selo: Columbia (#63649) - Formato: CD      | 20  | — | 41 | Platina |
| 1999                                                 | Music Bank - Lançado: 26 de outubro de 1999 - Selo: Columbia (#69580) - Formato: box set de 3 CDs         | 123 | — | —  | Ouro    |
| 2001                                                 | Greatest Hits - Lançado: 24 de julho de 2001 - Selo: Columbia (#85922) - Formato: CD                      | 112 | — | —  | Platina |
| 2006                                                 | The Essential Alice in Chains - Lançado: 5 de setembro de 2006 - Selo: Columbia (#92090) - Formato: 2 CDs | 139 | — | —  |         |
| "—" denota lançamentos que não entraram nas paradas. | |     |   |    |         |

## Singles
| 1990                                                 | "We Die Young"          | —   | —   | —  | —  | —  | —  | —  | Facelift                      |
| 1991                                                 | "Man in the Box"        | —   | —   | 18 | —  | —  | —  | —  | Facelift                      |
| 1991                                                 | "Bleed the Freak"       | —   | —   | —  | —  | —  | —  | —  | Facelift                      |
| 1992                                                 | "Sea of Sorrow"         | —   | —   | 27 | —  | —  | —  | —  | Facelift                      |
| 1992                                                 | "Would?"                | —   | —   | 5  | —  | —  | 19 | 33 | Dirt                          |
| 1992                                                 | "Them Bones"            | —   | —   | 24 | 30 | —  | 26 | —  | Dirt                          |
| 1993                                                 | "Rooster"               | —   | —   | 7  | —  | —  | —  | —  | Dirt                          |
| 1993                                                 | "Angry Chair"           | —   | —   | 34 | 27 | —  | 33 | —  | Dirt                          |
| 1993                                                 | "Down in a Hole"        | —   | —   | 10 | —  | —  | 36 | —  | Dirt                          |
| 1993                                                 | "What the Hell Have I?" | —   | —   | 19 | —  | —  | —  | —  | O Último Grande Herói         |
| 1994                                                 | "No Excuses"            | 42  | 48  | 1  | 3  | —  | —  | —  | Jar of Flies                  |
| 1994                                                 | "I Stay Away"           | —   | —   | 10 | —  | —  | —  | —  | Jar of Flies                  |
| 1994                                                 | "Don't Follow"          | —   | —   | 25 | —  | —  | —  | —  | Jar of Flies                  |
| 1994                                                 | "Got Me Wrong"          | —   | —   | 7  | 22 | —  | —  | —  | O Balconista                  |
| 1995                                                 | "Grind"                 | —   | —   | 7  | 18 | —  | 23 | —  | Alice in Chains               |
| 1996                                                 | "Over Now"              | —   | —   | 4  | 24 | —  | —  | —  | Alice in Chains               |
| 1996                                                 | "Heaven Beside You"     | 85  | 52  | 3  | 6  | —  | 35 | —  | Alice in Chains               |
| 1996                                                 | "Again"                 | —   | —   | 8  | 36 | —  | —  | —  | Alice in Chains               |
| 1999                                                 | "Get Born Again"        | 106 | —   | 4  | 12 | —  | —  | —  | Music Bank                    |
| 1999                                                 | "Fear the Voices"       | —   | —   | 11 | —  | —  | —  | —  | Music Bank                    |
| 1999                                                 | "Man in the Box" (live) | —   | —   | 39 | —  | —  | —  | —  | Live                          |
| 2009                                                 | "A Looking in View"     | —   | —   | 14 | 38 | 28 | —  | —  | Black Gives Way to Blue       |
| 2009                                                 | "Check My Brain"        | 90  | 55  | 7  | —  | 9  | 15 | 18 | Black Gives Way to Blue       |
| 2009                                                 | "Your Decision"         | 120 | 111 | 12 | —  | —  | 19 | 20 | Black Gives Way to Blue       |
| 2009                                                 | "Lesson Learned"        | —   | 25  | 4  | 10 | —  | —  | —  | Black Gives Way to Blue       |
| 2013                                                 | "Hollow"                | —   | 10  | 1  | —  | 10 | —  | —  | The Devil Put Dinossaurs Here |
| 2013                                                 | "Stone"                 | —   | 11  | 1  | —  | 37 | —  | —  | The Devil Put Dinossaurs Here |
| 2013                                                 | "Voices"                | —   | 18  | 3  | —  | 37 | —  | —  | The Devil Put Dinossaurs Here |
| 2016                                                 | "Tears"                 | —   | —   | —  | —  | —  | —  | —  | Single                        |
| "The One You Know"                                   | 2018                    | —   | —   | 9  | 36 | 27 | —  | —  | Rainier Fog                   |
| "So Far Under"                                       | 2018                    | —   | —   | —  | —  | —  | —  | —  | Rainier Fog                   |
| "Never Fade"                                         | 2018                    | —   | —   | 10 | —  | 32 | —  | —  | Rainier Fog                   |
| "Rainier Fog"                                        | 2018                    | —   | —   | 20 | —  |    | —  | —  | Rainier Fog                   |
| "—" denota lançamentos que não entraram nas paradas. |                         |     |     |    |    |    |    |    |                               |

## B-sides
| 1992                                            | "Would?"            | — | "We Die Young"                 | Originalmente lançada em Facelift.                                                                                        |
| 1992                                            | "Would?"            | — | "Man in the Box"               | Originalmente lançada em Facelift.                                                                                        |
| 1993                                            | "Angry Chair"       | — | "I Know Something ('Bout You)" | Originalmente lançada em Facelift.                                                                                        |
| 1993                                            | "Down in a Hole"    | 1 | "What the Hell Have I?"        | Originalmente lançada em O Último Grande Herói.                                                                           |
| 1993                                            | "Down in a Hole"    | 1 | "Rooster"                      | Originalmente lançada em Dirt.                                                                                            |
| 1993                                            | "Down in a Hole"    | 2 | "A Little Bitter"              | Originalmente lançada em O Último Grande Herói.                                                                           |
| 1993                                            | "Down in a Hole"    | 2 | "Rooster"                      | Originalmente lançada em Dirt.                                                                                            |
| 1993                                            | "Down in a Hole"    | 2 | "Love, Hate, Love"             | Originalmente lançada em Facelift.                                                                                        |
| 1993                                            | "Down in a Hole"    | 3 | "Rooster"                      | Originalmente lançada em Dirt.                                                                                            |
| 1993                                            | "Them Bones"        | — | "We Die Young"                 | Originalmente lançada em Facelift.                                                                                        |
| 1993                                            | "Them Bones"        | — | "Got Me Wrong"                 | Originalmente lançada em Sap.                                                                                             |
| 1993                                            | "Them Bones"        | — | "Am I Inside"                  | Originalmente lançada em Sap.                                                                                             |
| 1995                                            | "Grind"             | — | "Them Bones"                   | Originalmente lançada em Dirt.                                                                                            |
| 1995                                            | "Grind"             | — | "Love, Hate, Love"             | Originalmente lançada em Facelift.                                                                                        |
| 1995                                            | "Grind"             | — | "Nutshell"                     | Originalmente lançada em Jar of Flies.                                                                                    |
| 1996                                            | "Again"             | 1 | "Again" (Club mix)             | Remix exclusivo para este single.                                                                                         |
| 1996                                            | "Again"             | 1 | "Again" (Trip-hop mix)         | Mais tarde lançado em Music Bank.                                                                                         |
| 1996                                            | "Again"             | 2 | "Again" (Tattoo of Pain mix)   | Mais tarde lançado em Music Bank.                                                                                         |
| 1996                                            | "Heaven Beside You" | 1 | "Would?" (live)                | Faixas ao vivo exclusivas para este single. Gravadas em Glasgow Barrowland, 2 de março de 1993 para The Friday Rock Show. |
| 1996                                            | "Heaven Beside You" | 1 | "Rooster" (live)               | Faixas ao vivo exclusivas para este single. Gravadas em Glasgow Barrowland, 2 de março de 1993 para The Friday Rock Show. |
| 1996                                            | "Heaven Beside You" | 1 | "Junkhead" (live)              | Faixas ao vivo exclusivas para este single. Gravadas em Glasgow Barrowland, 2 de março de 1993 para The Friday Rock Show. |
| 1996                                            | "Heaven Beside You" | 2 | "Angry Chair" (live)           | Faixas ao vivo exclusivas para este single. Gravadas em Glasgow Barrowland, 2 de março de 1993 para The Friday Rock Show. |
| 1996                                            | "Heaven Beside You" | 2 | "Man in the Box" (live)        | Faixas ao vivo exclusivas para este single. Gravadas em Glasgow Barrowland, 2 de março de 1993 para The Friday Rock Show. |
| 1996                                            | "Heaven Beside You" | 2 | "Love, Hate, Love" (live)      | Faixas ao vivo exclusivas para este single. Gravadas em Glasgow Barrowland, 2 de março de 1993 para The Friday Rock Show. |
| 1996                                            | "Over Now"          | — | "Over Now" (Unplugged)         | Originalmente lançada em Unplugged.                                                                                       |
| 1999                                            | "Get Born Again"    | — | "Angry Chair" (live)           | Faixas ao vivo exclusivas para este single. Gravadas na rádio BBC.                                                        |
| 1999                                            | "Get Born Again"    | — | "Man in the Box" (live)        | Faixas ao vivo exclusivas para este single. Gravadas na rádio BBC.                                                        |
| "—" indica que há somente uma versão do single. |                     |   |                                | |

## Vídeos
| 1990                                                 | Live Facelift - Lançado: 1990 - Selo: Columbia (#49081) - Formato: VHS                 | —  | Ouro    |
| 1995                                                 | The Nona Tapes - Lançado: 1995 - Selo: Columbia (#50137) - Formato: VHS                | 32 |         |
| 1996                                                 | Unplugged - Lançado: 24 de julho de 1996 - Selo: Columbia (#50148) - Formato: VHS, DVD | 7  | Platina |
| 1999                                                 | Music Bank: The Videos - Lançado: 1999 - Selo: Columbia (#50208) - Formato: VHS, DVD   | 11 | Ouro    |
| "—" denota lançamentos que não entraram nas paradas. |                                                                                        |    |         |

## Videoclipes
| Ano  | Canção                         | Diretor                               | Informações adicionais |
| ---- | ------------------------------ | ------------------------------------- | --- |
| 1989 | "Killing Yourself"             | Bill Bored                            | Gravada ao vivo no inverno de 1989 no Vogue, em Seattle. Somente exibido no final de um programa chamado Bombshelter Videos. |
| 1990 | "We Die Young" (versão 1)      | The Art Institute of Seattle          | Filmado no NAF Studios; lançado em 1999 no Music Bank: The Videos.                                                           |
| 1990 | "We Die Young" (versão 2)      | Rocky Schenck                         | Versão oficial lançada em suporte para o single e Facelift.                                                                  |
| 1991 | "Sea of Sorrow" (versão 1)     | Paul Rachman                          | Versão descartada e nunca exibida.                                                                                           |
| 1991 | "Man in the Box"               | Paul Rachman                          | |
| 1991 | "Sea of Sorrow" (versão 2)     | Martyn Atkins                         | Versão oficial lançada em suporte ao single e Facelift.                                                                      |
| 1992 | "Would?"                       | Josh Taft                             | Lançado em suporte ao filme Vida de Solteiro.                                                                                |
| 1992 | "Them Bones"                   | Rocky Schenck                         | |
| 1992 | "Angry Chair"                  | Matt Mahurin                          | |
| 1993 | "Rooster"                      | Mark Pellington                       | O clipe chegou a ser banido devido ao seu conteúdo.                                                                          |
| 1993 | "What the Hell Have I?"        | Sam Bayer                             | Lançado em suporte ao filme O Último Grande Herói.                                                                           |
| 1993 | "Down In a Hole"               | Matt Mahurin                          | Dedicado à memória do cachorro de Mike Inez, Chuck.                                                                          |
| 1994 | "No Excuses"                   | Nigel Dick                            | Primeiro vídeo sem todos os membros da banda; somente Cantrell e Staley aparecem.                                            |
| 1994 | "I Stay Away"                  | Nick Donkin                           | Todo feito com bonecos de massinha em slow motion.                                                                           |
| 1995 | "Grind"                        | Rocky Schenck                         | |
| 1996 | "Heaven Beside You"            | Frank W. Ockenfels III                | |
| 1996 | "Again"                        | George Vale Layne Staley              | |
| 1999 | "Get Born Again"               | Paul Fedor                            | Imagens da banda retiradas do vídeo de "Sea of Sorrow".                                                                      |
| 2009 | "A Looking in View"            | Stephen Schuster                      | Primeiro vídeo sem nenhum membro da banda, apenas com atores.                                                                |
| 2009 | "Check My Brain"               | Alexandre Courtes                     | |
| 2009 | "Your Decision"                | Stephen Schuster                      | |
| 2010 | "Lesson Learned"               | Paul Matthaeus                        | |
| 2010 | "Acid Bubble"                  | Nick Goso                             | |
| 2010 | "Last of My Kind" (ao vivo)    |                                       | |
| 2013 | "Hollow"                       | Roboshobo                             | |
| 2013 | "Stone"                        | Roboshobo                             | |
| 2013 | "Voices"                       | Roboshobo                             | |
| 2013 | "The Devil Put Dinosaurs Here" | Travis Hopkins                        | |
| 2014 | "Phantom Limb"                 | Roboshobo                             | |
| 2018 | "The One You Know" (versão 1)  | Adam Mason                            | |
| 2018 | "Never Fade"                   | Adam Mason                            | |
| 2019 | "The One You Know" (versão 2)  | Adam Mason                            | episódio de Black Antenna |
| 2019 | "Rainier Fog"                  | Adam Mason                            | episódio de Black Antenna |
| 2019 | "Red Giant"                    | Adam Mason                            | episódio de Black Antenna |
| 2019 | "Fly"                          | Adam Mason                            | episódio de Black Antenna |
| 2019 | "Drone"                        | Adam Mason                            | episódio de Black Antenna |
| 2019 | "Deaf Ears Blind Eyes"         | Adam Mason                            | episódio de Black Antenna |
| 2019 | "Rainier Fog"                  | Peter Darley Miller & Alice In Chains | Clipe oficial |
| 2019 | "Maybe"                        | Adam Mason                            | episódio de Black Antenna |
| 2019 | "So Far Under"                 | Adam Mason                            | episódio de Black Antenna |
| 2019 | "Never Fade"                   | Adam Mason                            | episódio de Black Antenna |
| 2019 | "All I Am"                     | Adam Mason                            | episódio de Black Antenna |

## Trilhas sonoras
Alice in Chains teve algumas de suas canções incluídas em trilhas sonoras:
| Canção                                      | Ano  | Álbum                                                     | Comentários                                            |
| ------------------------------------------- | ---- | --------------------------------------------------------- | ------------------------------------------------------ |
| "Would?"                                    | 1992 | trilha sonora para Vida de Solteiro                       | Mais tarde lançada em Dirt.                            |
| "What the Hell Have I?" e "A Little Bitter" | 1993 | trilha sonora para O Último Grande Herói                  | Estas canções mais tarde foram lançadas em Music Bank. |
| "Got Me Wrong"                              | 1995 | trilha sonora para O Balconista                           | Originalmente lançada em Sap.                          |
| "Them Bones"                                | 1995 | trilha sonora para Street Fighter II - The Animated Movie | Originalmente lançada em Dirt.                         |
| "Them Bones"                                | 2004 | trilha sonora para Riding Giants                          | Originalmente lançada em Dirt.                         |
| "Rooster"                                   | 2009 | trilha sonora para Terminator Salvation                   | Originalmente lançada em Dirt.                         |

Outras, apesar de serem executadas durante o filme, não constam no álbum oficial de trilha sonora:
| Canção           | Ano  | Filme                  | Comentários                                 |
| ---------------- | ---- | ---------------------- | ------------------------------------------- |
| "Again"          | 1996 | As Filhas de Marvin    | Originalmente lançada em Alice In Chains.   |
| "Right Turn"     | 2001 | Falcão Negro em Perigo | Originalmente lançada em Sap.               |
| "Man in the Box" | 1994 | Lassie                 | Originalmente lançada em Facelift.          |
| "Man in the Box" | 2000 | Mar Em Fúria           | Originalmente lançada em Facelift.          |
| "Man in the Box" | 2004 | Collateral             | Aparece somente nos trailers de divulgação. |

## Outros

### Jogos
| Canção              | Ano                        | Jogo                   |             |
| ------------------- | -------------------------- | ---------------------- | ----------- |
| "Angry Chair"       | 1994                       | Doom II                |             |
| "Them Bones"        | 1994                       | Doom II                |             |
| 2001                | ATV Offroad Fury           |                        |             |
| 2004                | GTA: San Andreas (Radio:X) |                        |             |
| 2006                | Guitar Hero II             |                        |             |
| 2009                | Madden NFL 10              |                        |             |
| "Would?"            | 2007                       | Burnout Dominator      |             |
| "Would?"            | 2008                       | Burnout Paradise       |             |
| "Would?"            | 2009                       | Rock Band Unplugged    |             |
| "No Excuses"        | 2009                       | Guitar Hero: Metallica | Rock Band 2 |
| "No Excuses"        | 2009                       | "Check My Brain"       | Rock Band 2 |
| "A Looking In View" | 2009                       |                        | Rock Band 2 |
| "Rooster"           | 2009                       |                        | Rock Band 2 |
| "Would?"            | 2009                       |                        | Rock Band 2 |

### Compilações variadas
| Canção           | Coletânea                                                                 | Comentários                    |
| ---------------- | ------------------------------------------------------------------------- | ------------------------------ |
| "Right Turn"     | Genrecide: A Compilation, Vol.1                                           | Originalmente lançada em Sap.  |
| "Down in a Hole" | Kerrang! The Album                                                        | Originalmente lançada em Dirt. |
| "Would?"         | Sony Music 100 Years: Soundtrack for a Century Rock: Train Kept a Rollin' | Originalmente lançada em Dirt. |